# Pavonia leptocalyx
Pavonia leptocalyx là một loài thực vật có hoa trong họ Cẩm quỳ. Loài này được (Sond.) Ulbr. mô tả khoa học đầu tiên năm 1920.